# (3348) Pokryshkin
(3348) Pokryshkin – planetoida z pasa głównego asteroid okrążająca Słońce w ciągu 5 lat i 239 dni w średniej odległości 3,17 j.a. Została odkryta 6 marca 1978 roku w Krymskim Obserwatorium Astrofizycznym w Naucznym na Krymie przez Nikołaja Czernycha. Nazwa planetoidy pochodzi od Aleksandra Pokryszkina (1913-1985), radzieckiego pilota. Przed nadaniem nazwy planetoida nosiła oznaczenie tymczasowe (3348) 1978 EA3.